# Friedrich von Dohna
Friedrich von Dohna, död 1564, var en tysk friherre och militär. Han var bror till Christoffer von Dohna.
Von Dohna kom 1559 i dansk tjänst och blev 1561 hovmarskalk. År 1564 ledde han som chef för hovfanan tillsammans med Daniel Rantzau ett infall i Småland.